# أي إس سي غيمز
أي إس سي غيمز (بالإنجليزية: ASC Games)‏، وهي اختصار كلمة أميركان سوفتوركس كوروبيشن (American Softworks Corporation)، أسست سنة 1992م وهي شركة ألعاب فيديو أمريكية، أعلنت إفلاسها سنة 2000م.

## مرجع
1. ↑  Mullen، Micheal (6 يناير 2000). "ASC Games To Shut Down". GameSpot. CBS Interactive. مؤرشف من الأصل في 2017-09-22. اطلع عليه بتاريخ 2015-11-15.

## وصلات خارجية
- أي إس سي غيمز على موقع ميوزك برينز (الإنجليزية)

- الموقع الرسمي
- قالب:Moby company